# Token (Münze)

1 Penny-Token, 1812, König Georg III. (Vereinigtes Königreich)

Ein Token ist eine Scheidemünze in Großbritannien bzw. den USA, die nicht von der Staatlichen Münze, sondern von privaten Kaufleuten und Gesellschaften geprägt wurde, da die britische Regierung über lange Zeit, die US-Regierung zwischen 1833 und 1843 aufgrund der relativ hohen Herstellungskosten kaum Kleinmünzen ausbrachte und im Handel ein chronischer Mangel an diesen bestand. Token bestanden im 17. Jahrhundert (in England ab 1648) aus Kupfer und Messing, im 18. Jahrhundert nur noch aus Kupfer und hatten einen auf der Rückseite näher bezeichneten geringen Nominalwert, z. B. one Halfpenny.
Die größte Menge an Token wurde während der Koalitionskriege gegen das revolutionäre Frankreich geprägt, sie wurden 1818 in England verboten, erst 1873 auch in den britischen Kolonien.
Die in den USA geprägten Stücke sind als Hard-times-Token bekannt.

## Mark Token
Eine besondere Bedeutung haben Token als Erkennungsmünzen in der englischen und schottischen Freimaurerei. Zahlreiche Mark-Token enthalten Memorabilia, beispielsweise zu Ehren von Robert Burns.